# Tomasz Bigaj
Tomasz Bigaj – polski filozof,  profesor nauk humanistycznych, pracownik naukowy Wydziału Filozofii Uniwersytetu Warszawskiego.

## Życiorys
W 1996 r. obronił pracę doktorską pt. Matematyka a świat realny. Filozoficzne podstawy stosowalności matematyki w naukach empirycznych, której promotorem był prof. Zdzisław Augustynek, w 2021 r. uzyskał tytuł profesora nauk humanistycznych. Stopień doktora habilitowanego uzyskał w roku 2007 na podstawie pracy Non-locality and possible worlds. A counterfactual perspective on quantum entanglement (Ontos Verlag/Walter de Gruyter). Tytuł profesora otrzymał decyzją Prezydenta RP z dnia 17 czerwca 2021 r.  Zajmuje się filozoficznymi aspektami fizyki (głównie mechaniki kwantowej), ontologią i logiką filozoficzną. Opublikował ponad sześćdziesiąt artykułów naukowych, w tym w międzynarodowych czasopismach i wydawnictwach, oraz pięć książek. Należy do Rady Dyscypliny Naukowej – Filozofii Uniwersytetu Warszawskiego.
Jest profesorem na Wydziale Filozofii Uniwersytetu Warszawskiego.